# Městská knihovna Šternberk
Městská knihovna Šternberk je veřejná knihovna, zřizovatelem je město Šternberk. Knihovna se nachází v budově Městského kulturního centra na Masarykově ulici 20. Součástí knihovny je dětské a dospělé oddělení. Knihovna používá automatizovaný výpůjční systém Clavius. Čtenáři mohou využít služeb na místě i prostřednictvím on-line katalogu. V červnu 2019 byla zřízena před budovou knihovny pro veřejnost nová knihobudka.
Městská knihovna spolupracuje se školami a kulturními institucemi ve městě. Cílem knihovny je, aby se čtenáři rádi do knihovny znovu vraceli, aby byla místem, kam lidé často a rádi chodí.

## Služby knihovny

Dětské oddělení

- půjčování naučné literatury a beletrie,
- meziknihovní výpůjční služba,
- rezervace dokumentů,
- půjčování novin a časopisů, nová čísla prezenčně,
- prezenční půjčování fondu příruční knihovny a publikací regionálního charakteru,
- poskytování knihovnických a bibliografických informací,
- přístup k internetu,
- kopírovací služby,
- lekce knihovnicko-informační výchovy pro studenty,
- tematické besedy a kulturní akce pro veřejnost.

## Historie knihovny
Začátky knihovnictví ve Šternberku mají více než stoletou tradici. První německá knihovna byla založena v roce 1865. Vznik české knihovny byl bezprostředně spjat se založením Čtenářského spolku Moravan 11. 11. 1883, při něm byla založena spolková knihovna s malou čítárnou. Z původní spolkové knihovny, která půjčovala knihy jen členům spolku, se během času stala knihovna přístupná celé české menšině. Knihovna sídlila na náměstí Svobody 10 (1883–1893) a dále v ulici Krátká 1 (1893–1913).
Později převzal činnost spolku i knihovny odbor Národní jednoty. Spolek Národní jednota zakoupil v roce 1913 budovu německé restaurace Střelnice (Olomoucká 68) pro budoucí společenské a kulturní středisko české menšiny a 15. 7. 1913 byla budova Národního domu s knihovnou předána české veřejnosti. Knihovna zde byla od roku 1913 do roku 1930.
V letech 1914–1918 byla činnost knihovny přerušena. Sbírka knih a časopisů se navzdory různým těžkostem utěšeně rozrůstala a nakonec se v roce 1919, po vydání prvního knihovnického zákona (Masarykův zákon o veřejných knihovnách), stala základem české veřejné knihovny. V roce 1929 se spolková knihovna stala knihovnou veřejnou. V roce 1930 byla knihovna umístěna v Masarykově domě sociální péče v Obloukové ulici 45. Činnost knihovny se zdárně rozvíjela až do okupace, kdy byla knihovna zrušena. V roce 1938 byla část knih předána do okolních českých vesnic, zbytek byl zničen.
Po válce začínala knihovna opět od začátku. Veřejná knihovna byla otevřena 1. 12. 1945, knihovně byly přiděleny místnosti po bývalé německé knihovně v Domě osvěty (Čs. armády 19), kde sídlila až do roku 1989. V roce 1981 se v rámci centralizace stala knihovna součástí Okresní knihovny Olomouc. V roce 1989 se započalo s rekonstrukcí Domu osvěty, ale po revolučních událostech byly stavební práce zastaveny. Knihovna byla přestěhována ještě téhož roku do Slovanského domu na náměstí Svobody č. 1 (1989–1992) V roce 1992 byl Slovanský dům byl prodán v aukci a knihovna se stěhovala do bývalé prodejny drogerie na ulici Čs. armády č. 1 (1992–1998).
Zrušením okresních úřadů se od 1. 1. 2003 knihovna stala součástí Městských kulturních zařízení, p.o. Od 70. let se řešila otázka umístění knihovny do větších prostor. Až teprve v roce 1998 se řešení našlo. Knihovna byla přestěhována do 1. patra budovy Městského kulturního centra a provedena rekonstrukce. Pro veřejnost byla knihovna slavnostně otevřena 5. října 1998.